# Glassport
Glassport é um distrito localizado no estado norte-americano da Pensilvânia, no Condado de Allegheny.

## Demografia
Segundo o censo norte-americano de 2000, a sua população era de 4993 habitantes.
Em 2006, foi estimada uma população de 4612, um decréscimo de 381 (-7.6%).

## Geografia
De acordo com o United States Census Bureau tem uma área de 5,0 km², dos quais 4,4 km² cobertos por terra e 0,6 km² cobertos por água. Glassport localiza-se a aproximadamente 337 m acima do nível do mar.

## Localidades na vizinhança
O diagrama seguinte representa as localidades num raio de 4 km ao redor de Glassport.